# Llista d'instituts d'educació secundària de Mallorca
| Centre                                                    | Coordenades                                                  | Situació        | Estudis                                  | Fundació | Alumnes         | Web                                   | Imatge               |
| --------------------------------------------------------- | ------------------------------------------------------------ | --------------- | ---------------------------------------- | -------- | --------------- | ------------------------------------- | -------------------- |
| IES Albuhaira                                             | 39° 43′ 57.59″ N, 3° 3′ 6.62″ E / 39.7326639°N,3.0518389°E   | Muro            |                                          | 1995     |                 | Arxivat 2012-04-21 a Wayback Machine. |                      |
| IES Alcúdia                                               | 39° 50′ 32.69″ N, 3° 7′ 28.33″ E / 39.8424139°N,3.1245361°E  | Alcúdia         |                                          | 1991     |                 |                                       |                      |
| IES Antoni Maura                                          | 39° 34′ 2.4″ N, 2° 40′ 9.76″ E / 39.567333°N,2.6693778°E     | Palma           |                                          |          |                 |                                       |                      |
| IES Arxiduc Lluís Salvador                                | 39° 34′ 29.58″ N, 2° 39′ 22.29″ E / 39.5748833°N,2.6561917°E | Palma           |                                          |          |                 |                                       |                      |
| IES Aurora Picornell                                      | 39° 34′ 8.69″ N, 2° 40′ 30.11″ E / 39.5690806°N,2.6750306°E  | Palma           |                                          |          |                 | Arxivat 2011-01-30 a Wayback Machine. |                      |
| IES Baltasar Porcel                                       | 39° 34′ 21.57″ N, 2° 25′ 27.33″ E / 39.5726583°N,2.4242583°E | Andratx         |                                          | 1997     |                 |                                       |                      |
| IES Bendinat                                              | 39° 32′ 21″ N, 2° 35′ 9″ E / 39.53917°N,2.58583°E            | Calvià          |                                          | 2002     |                 |                                       |                      |
| IES Berenguer d'Anoia                                     | 39° 43′ 36.89″ N, 2° 55′ 18.38″ E / 39.7269139°N,2.9217722°E | Inca            |                                          | 1970     |                 |                                       |                      |
| IES Binissalem                                            | 39° 41′ 8.71″ N, 2° 50′ 19.65″ E / 39.6857528°N,2.8387917°E  | Binissalem      |                                          |          |                 |                                       |                      |
| IES Calvià                                                | 39° 31′ 23.38″ N, 2° 29′ 49.05″ E / 39.5231611°N,2.4969583°E | Calvià          |                                          |          |                 |                                       |                      |
| IES Can Peu Blanc                                         | 39° 46′ 36.26″ N, 3° 0′ 53.45″ E / 39.7767389°N,3.0148472°E  | Sa Pobla        | ESO i Batxillerat                        |          |                 | Arxivat 2016-04-19 a Wayback Machine. |                      |
| IES Capdepera                                             | 39° 42′ 18.94″ N, 3° 26′ 29.33″ E / 39.7052611°N,3.4414806°E | Capdepera       |                                          | 1997     |                 | Arxivat 2011-01-30 a Wayback Machine. |                      |
| IES Centre de Tecnificació Esportiva de les Illes Balears | 39° 36′ 31.27″ N, 2° 39′ 51.28″ E / 39.6086861°N,2.6642444°E | Palma           | ESO i Batxillerat per esportistes        |          |                 | Arxivat 2011-03-05 a Wayback Machine. |                      |
| IES Clara Hammerl                                         | 39° 54′ 40.75″ N, 3° 5′ 1.02″ E / 39.9113194°N,3.0836167°E   | Pollença        |                                          |          |                 | Arxivat 2011-01-30 a Wayback Machine. | IES Port de Pollença |
| IES Damià Huguet                                          | 39° 25′ 52.38″ N, 3° 0′ 18″ E / 39.4312167°N,3.00500°E       | Campos          |                                          | 1998     |                 |                                       | IES Joan Alcover     |
| IES Emili Darder                                          | 39° 35′ 3.6″ N, 2° 37′ 57.8″ E / 39.584333°N,2.632722°E      | Palma           |                                          |          |                 |                                       |                      |
| IES Felanitx                                              | 39° 28′ 44.16″ N, 3° 8′ 25.88″ E / 39.4789333°N,3.1405222°E  | Felanitx        |                                          |          |                 | Arxivat 2017-11-13 a Wayback Machine. |                      |
| IES Francesc de Borja Moll                                | 39° 34′ 6.18″ N, 2° 40′ 2.27″ E / 39.5683833°N,2.6672972°E   | Palma           |                                          |          |                 |                                       |                      |
| IES Guillem Cifre de Colonya                              | 39° 52′ 22.85″ N, 3° 0′ 39.9″ E / 39.8730139°N,3.011083°E    | Pollença        |                                          |          |                 |                                       |                      |
| IES Guillem Colom Casesnoves                              | 39° 45′ 54.31″ N, 2° 43′ 33.28″ E / 39.7650861°N,2.7259111°E | Sóller          | ESO, Batxillerat i Formació Professional |          |                 | Arxivat 2021-12-08 a Wayback Machine. |                      |
| IES Guillem Sagrera                                       | 39° 35′ 5.17″ N, 2° 38′ 1.12″ E / 39.5847694°N,2.6336444°E   | Palma           |                                          |          |                 |                                       |                      |
| IES Joan Alcover                                          | 39° 34′ 37.5″ N, 2° 38′ 48.5″ E / 39.577083°N,2.646806°E     | Palma           |                                          |          |                 | Arxivat 2019-01-09 a Wayback Machine. | IES Joan Alcover     |
| IES Joan Maria Thomàs                                     | 39° 35′ 10.96″ N, 2° 39′ 25.69″ E / 39.5863778°N,2.6571361°E | Palma           |                                          |          |                 |                                       |                      |
| IES Joan Taix                                             | 39° 45′ 40.87″ N, 3° 1′ 5.75″ E / 39.7613528°N,3.0182639°E   | Sa Pobla        | Formació Professional                    |          |                 | Arxivat 2010-11-26 a Wayback Machine. |                      |
| IES Josep Font i Trias                                    | 39° 39′ 30.95″ N, 2° 35′ 20.89″ E / 39.6585972°N,2.5891361°E | Esporles        | ESO i Batxillerat                        |          |                 |                                       |                      |
| IES Josep Maria Llompart                                  | 39° 35′ 8.27″ N, 2° 39′ 7.57″ E / 39.5856306°N,2.6521028°E   | Palma           |                                          |          |                 |                                       |                      |
| IES Josep Sureda i Blanes                                 | 39° 34′ 36.42″ N, 2° 40′ 32.01″ E / 39.5767833°N,2.6755583°E | Palma           |                                          |          |                 |                                       |                      |
| IES Juníper Serra                                         | 39° 35′ 58.83″ N, 2° 40′ 36.89″ E / 39.5996750°N,2.6769139°E | Palma           |                                          | 1965     |                 |                                       |                      |
| IES La Ribera                                             | 39° 31′ 49.29″ N, 2° 44′ 7.1″ E / 39.5303583°N,2.735306°E    | Palma           |                                          | 2005     |                 | Arxivat 2011-04-11 a Wayback Machine. |                      |
| IES Llorenç Garcias i Font                                | 39° 41′ 45.71″ N, 3° 20′ 44.89″ E / 39.6960306°N,3.3458028°E | Artà            | ESO, Batxillerat i Formació Professional | 1977     |                 | Arxivat 2010-04-06 a Wayback Machine. |                      |
| IES Llucmajor                                             | 39° 29′ 40.6″ N, 2° 53′ 53.08″ E / 39.494611°N,2.8980778°E   | Llucmajor       |                                          |          |                 | Arxivat 2011-07-19 a Wayback Machine. |                      |
| IES Madina Mayurqa                                        | 39° 35′ 15.33″ N, 2° 39′ 5.14″ E / 39.5875917°N,2.6514278°E  | Palma           | ESO i Batxillerat                        | 1987     |                 |                                       |                      |
| IES Manacor (antic IES Na Camel·la)                       | 39° 33′ 41.25″ N, 3° 11′ 58.32″ E / 39.5614583°N,3.1995333°E | Manacor         |                                          | 2011     |                 |                                       |                      |
| IES Marratxí                                              | 39° 37′ 2.39″ N, 2° 42′ 55.15″ E / 39.6173306°N,2.7153194°E  | Marratxí        |                                          |          |                 |                                       |                      |
| IES Mossèn Alcover                                        | 39° 33′ 56.12″ N, 3° 13′ 8.38″ E / 39.5655889°N,3.2189944°E  | Manacor         |                                          |          |                 | [ Enllaç no actiu ]                   |                      |
| IES Inca                                                  | 39° 29′ 40.6″ N, 2° 53′ 53.08″ E / 39.494611°N,2.8980778°E   | Inca            |                                          |          |                 | Arxivat 2010-12-11 a Wayback Machine. |                      |
| IES Politècnic                                            | 39° 34′ 24.76″ N, 2° 38′ 29.55″ E / 39.5735444°N,2.6415417°E | Palma           | ESO, Batxillerat i Formació Professional |          |                 | Arxivat 2009-09-30 a Wayback Machine. |                      |
| IES Porreres                                              | 39° 31′ 20.01″ N, 3° 1′ 6.81″ E / 39.5222250°N,3.0185583°E   | Porreres        | ESO i Formació Professional Bàsica       |          | 405 (2012-2013) |                                       |                      |
| IES Port d'Alcúdia                                        | 39° 50′ 34.46″ N, 3° 8′ 11.37″ E / 39.8429056°N,3.1364917°E  | Alcúdia         |                                          |          |                 |                                       |                      |
| IES Portocristo                                           | 39° 42′ 21.16″ N, 3° 6′ 3.44″ E / 39.7058778°N,3.1009556°E   | Manacor         |                                          |          |                 |                                       |                      |
| IES Puig de Sa Font                                       | 39° 36′ 50.45″ N, 3° 22′ 4.01″ E / 39.6140139°N,3.3677806°E  | Son Servera     |                                          |          |                 |                                       |                      |
| IES Ramon Llull                                           | 39° 34′ 37.5″ N, 2° 38′ 48.5″ E / 39.577083°N,2.646806°E     | Palma           |                                          |          |                 |                                       | IES Ramon Llull      |
| IES S'Arenal                                              | 39° 29′ 36.05″ N, 2° 45′ 9.02″ E / 39.4933472°N,2.7525056°E  | Llucmajor       |                                          | 2000     |                 |                                       |                      |
| IES Sant Marçal                                           | 39° 37′ 12.38″ N, 2° 44′ 30.01″ E / 39.6201056°N,2.7416694°E | Marratxí        |                                          |          |                 | Arxivat 2014-02-21 a Wayback Machine. |                      |
| IES Santa Margalida                                       | 39° 42′ 21.16″ N, 3° 6′ 3.44″ E / 39.7058778°N,3.1009556°E   | Santa Margalida |                                          |          |                 |                                       |                      |
| IES Santa Maria                                           | 39° 38′ 52.22″ N, 2° 46′ 21.47″ E / 39.6478389°N,2.7726306°E | Santa Maria     |                                          |          |                 | Arxivat 2014-02-22 a Wayback Machine. |                      |
| IES Santanyí                                              | 39° 21′ 5.03″ N, 3° 7′ 59.99″ E / 39.3513972°N,3.1333306°E   | Santanyí        |                                          |          |                 | Arxivat 2011-07-23 a Wayback Machine. |                      |
| IES Ses Estacions                                         | 39° 34′ 34.59″ N, 2° 39′ 21.06″ E / 39.5762750°N,2.6558500°E | Palma           |                                          |          |                 |                                       |                      |
| IES Sineu                                                 | 39° 38′ 20.24″ N, 3° 0′ 11.11″ E / 39.6389556°N,3.0030861°E  | Sineu           |                                          |          |                 |                                       |                      |
| IES Son Ferrer                                            | 39° 29′ 52.8″ N, 2° 30′ 12.02″ E / 39.498000°N,2.5033389°E   | Calvià          | ESO, Batxillerat i Formació Professional |          |                 |                                       |                      |
| IES Son Pacs                                              | 39° 36′ 18.61″ N, 2° 39′ 16.36″ E / 39.6051694°N,2.6545444°E | Palma           | ESO, Batxillerat i Formació Professional |          |                 |                                       |                      |
| IES Son Rullan                                            | 39° 35′ 49″ N, 2° 41′ 4.22″ E / 39.59694°N,2.6845056°E       | Palma           |                                          |          |                 | Arxivat 2011-02-08 a Wayback Machine. |                      |